# 遠洋登船檢查艇
遠洋登船檢查艇(英語：Ocean boarding vessel ,OBV)是英國皇家海軍在第二次世界大戰期間經過改裝和臨時武裝的英國商船的名稱，雖然這些商船隸屬於皇家海軍，但主要交民用航運公司操作。其主要任務是執行戰時封鎖，監控海上航線和軸心國的補給船，通過攔截並登檢外國船隻來確保戰略物資不會落入敵國之手。也因此，遠洋登船檢查艇時常與輔助巡洋艦相比，然而相較於後者，前者的武裝化程度相對更低，並且執行的任務強度同時也更低。在整個二戰中，大約有20輛商船於1940至41年改裝成遠洋登船檢查艇。
部分遠洋登船檢查艇在戰爭中遭U艇擊沈，剩餘的則在退役後改回民用船隻繼續使用至報廢。

## 船隻參數

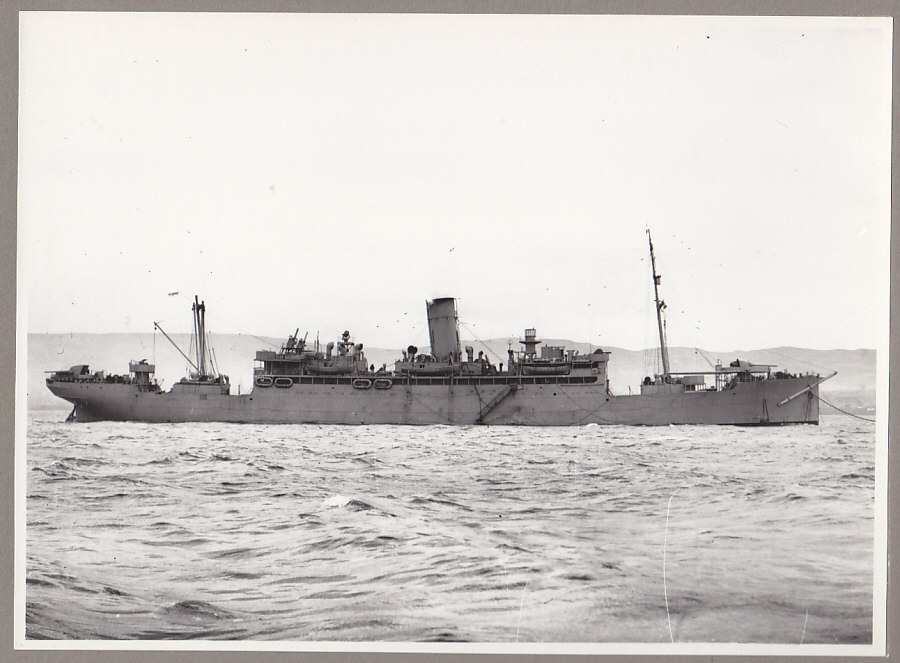
HMS Cavina號，攝於1941年

由於多是改造自商船，因此該類型船隻並無固定的參數，然而大致來說排水量約為4000至7000噸，航速約為14至18節，推進方式則相異，有採用老式蒸汽機也有採用新型渦輪發動機的，船員人數則在140到180名水手之間。
武裝方面則大致皆有兩門BL 6英寸Mk XII艦砲、一門 7.6 釐米加農炮，以及四到六門 2 釐米和 4 釐米口徑的輕型高射砲。部分遠洋登船檢查艇還裝配的彈射器，成為彈射飛機商船，可以彈射海燕式戰鬥轟炸機和颶風戰鬥機。